# Pumpuang Duangjan
Pumpuang Duangjan (în thailandeză พุ่มพวง ดวงจันทร์, n. 4 august 1961, Districtul Hankha, Provincia Chainat, Thailanda – d. 13 iunie 1992, Phitsanulok⁠(d), Provincia Phitsanulok, Thailanda) a fost o personalitate faimoasă în Tailanda, cunoscută pentru cântecele sale luk thung și pentru cariera sa în actorie. Pumpuang este considerată una dintre cele mai importante voci ale luk thungului din întreaga țară. Fiică de fermieri, Pumpuang nu a avut parte decât de două clase din școala primară înainte de a fi forțată să lucreze ca o tăietoare de sfeclă de zahăr. Chiar dacă era analfabetă, Pumpuang reținea ușor diverse cântece, participând la mai multe concursuri de cântat locale. La vârsta de 15 ani talentul său a fost găsit de către o formație muzicală în trecere, devenind faimoasă.

## Tinerețe
Pumpuang Duangjan s-a născut pe 4 august 1961 într-o familie săracă din provincia Suphanburi, și-a început cariera muzicală în 1977, colaborând cu Azona.  Din 1986 ea și-a continuat cariera de cântăreață colaborând cu Topline Diamond.

## Moștenire
Astăzi este amintită pentru versurile sale care vorbesc despre săracii Tailandei și pentru modul în care a revoluționat muzica luk thung.
Cariera sa a fost afectată de către iubiții, managerii și promotorii săi, până în punctul în care nu și-a mai permis să se trateze de o boală de sânge care i-a cauzat moartea prematură la vârsta de 30 de ani.

## Discografie

### Album
- Nak Rong Baan Nok
- Noo Mai Roo
- Kho Hai Ruai
- Som Tam
- Nad Phop Na Ampoer
- Take Ka Tan Phook Bo
- Anitja Tinger
- Aai Saang Neon

## Filmografie

### Filme
- 1984 – Chee (ชี)
- 1984 – Nang Sao Ka Thi Sod (นางสาวกะทิสด)
- 1984 – Khoe Thot Tee Thee Rak (ขอโทษที ที่รัก)
- 1984 – Jong Ang Pangad (จงอางผงาด)
- 1985 – Thee Rak Ter Yoo Nai (ที่รัก เธออยู่ไหน)
- 1986 – Mue Puen Khon Mai (มือปืนคนใหม่)
- 1987 – Sanae Nak Rong (เสน่ห์นักร้อง)
- 1987 – Chaloey Rak (เชลยรัก)
- 1987 – Pleng Rak Phleng Puen (เพลงรัก เพลงปืน)
- 1988 – Phet Payak Rat (เพชรพยัคฆราช)